# الانتخابات العامة السلفادورية 2024
أُجريت الانتخابات العامة في السلفادور في 4 فبراير 2024 لانتخاب الرئيس ونائبه وجميع النواب الستين في الجمعية التشريعية. ويلي ذلك مجموعة ثانية من الانتخابات تُقام في 3 مارس 2024، حيث سينتخب الناخبون جميع رؤساء البلديات والمجالس البلدية البالغ عددهم 44  لبلديات البلاد وجميع نواب السلفادور العشرين في برلمان أمريكا الوسطى (PARLACEN). 
وقد سمحت المحكمة الانتخابية العليا لثلاثة عشر حزبًا سياسيًا بالمشاركة في الانتخابات. وقدمت سبعة أحزاب مرشحيها للرئاسة؛ حيث ترشح الرئيس الحالي نجيب بقيلة لإعادة انتخابه عن حزب أفكار جديدة،  وهو الحزب السياسي الذي أسسه في عام 2018، في حين قدمت المعارضة مرشحين هم: جويل سانشيز من التحالف الجمهوري القومي (ARENA)، ومانويل فلوريس من جبهة فارابوندو مارتي للتحرير الوطني (FMLN)، و لويس بارادا من نويسترو تيمبو، و خافيير رينديروس من قوة التضامن، ومارينا موريللو من الأخوة الوطنية السلفادورية (FPS). وشارك 12 حزبا في الانتخابات التشريعية والبلدية، فيما شارك عشرة في انتخابات البرلمان. كان أمام الأحزاب مهلة حتى 20 يوليو 2023 لإجراء انتخاباتها التمهيدية، وحتى 7 أغسطس لتشكيل ائتلافات رئاسية وتشريعية، وحتى 4 سبتمبر لتشكيل ائتلافات بلدية وتحالف لانتخابات برلمان أمريكا الوسطى (بارلاسين). أشارت استطلاعات الرأي إلى تقدم كبير لحزب أفكار جديدة في الانتخابات الرئاسية والتشريعية والبلدية، فضلاً عن الدعم الكبير لإعادة انتخاب بقيلة.
في سبتمبر 2021، قضت محكمة العدل العليا بأن الرئيس الحالي يمكنه الترشح لإعادة انتخابه فورًا، وألغت حكمًا صدر عام 2014 كان ينص على أن إعادة انتخاب الرئيس محظورة، على الرغم من أن دستور البلاد يحظر إعادة الانتخاب الفوري. وفي سبتمبر 2022، أعلن بقيلة رسميًا ترشحه لإعادة انتخابه. في يونيو 2023، سُجل بقيلة رسميًا مرشحًا رئاسيًا لحزب أفكار جديدة Nuevas Ideas، وفي الشهر التالي، أكد الحزب رسميًا أن بقيلة هو مرشحه الرئاسي. انتقد العديد من المحامين والصحفيين والسياسيين المعارضين محاولة إعادة انتخاب بقيلة ووصفوها بأنها استبدادية وغير دستورية، في حين ظل العديد من السلفادوريين -داخل وخارج البلاد- داعمين لحملته. في أكتوبر 2022، أقرت الجمعية التشريعية قانونًا يسمح للمغتربين السلفادوريين بالتصويت في الانتخابات. وانتقد العديد من السياسيين المعارضين القرار، زاعمين أنه سيؤدي إلى تزوير الانتخابات. وفي ديسمبر 2022، اقترح بقيلة تقليل عدد البلديات. وفي يونيو 2023، قدم رسمياً مقترحاته إلى المجلس التشريعي لتقليص عدد البلديات من 262 إلى 44 وعدد مقاعد المجلس التشريعي من 84 إلى 60؛ وافقت الجمعية التشريعية على كلا الاقتراحين في نفس الشهر. وقد انتقد المحامون والاقتصاديون والسياسيون المعارضون هذه التخفيضات باعتبارها تلاعبًا في الدوائر الانتخابية وغير ديمقراطية ومحاولة لتعزيز سلطة الحكومة.
أشارت النتائج الأولية التي نشرتها المحكمة الانتخابية العليا إلى تقدم بقيلة بأكثر من 70 نقطة على المرشحين الرئاسيين الآخرين. على الرغم من أن بقيلة أعلن فوزه في الانتخابات الرئاسية، وفوز حزبه "أفكار جديدة" في الانتخابات التشريعية، إلا أن المحكمة الانتخابية العليا لم تصدر بعد بيانًا رسميًا بشأن النتائج النهائية للانتخابات.

## الخلفية السياسية

### رئاسة نجيب بقيلة

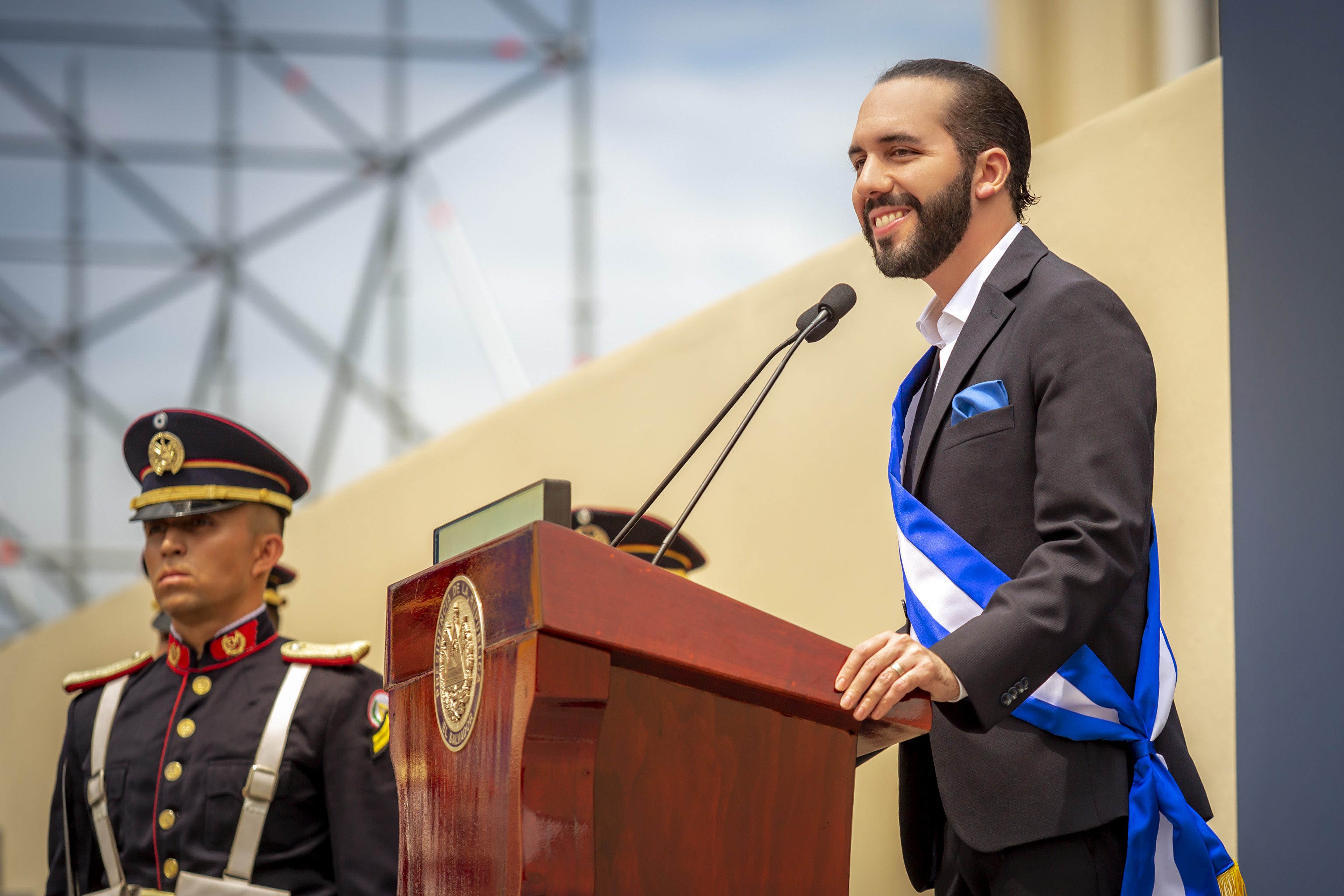
نجيب بقيلة يتحدث في 1 يونيو 2019، يوم تنصيبه.

فاز نجيب بقيلة، عمدة سان سلفادور السابق، في الانتخابات الرئاسية السلفادورية لعام 2019 بنسبة 53% من الأصوات. وكان قد ترشح تحت راية التحالف الكبير من أجل الوحدة الوطنية (GANA)، مما جعله أول رئيس منذ خوسيه نابوليون دوارتي (1984–1989) ليس عضوًا في أحد أكبر حزبين سياسيين في البلاد: التحالف الجمهوري القومي (ARENA) وجبهة فارابوندو مارتي للتحرير الوطني (FMLN). ويُعد انتخاب بقيلة من أكثر الأحداث تأثيرًا في التاريخ السياسي السلفادوري، حيث وصفه العديد من السياسيين والصحفيين بأنه كسر نظام الحزبين في البلاد.
طوال فترة رئاسته، وُصفت حكومة بقيلة بأنها سلطوية واستبدادية، مما أدى إلى ما وصفه الكثيرون بالتراجع الديمقراطي. وانتُقدت عمليات الإغلاق التي قام بها بسبب فيروس كورونا عندما ألقت الشرطة المدنية الوطنية القبض على أكثر من 4200 شخصًا. في فبراير 2020، تعرض لانتقادات لإرساله 40 جنديًا إلى الجمعية التشريعية للضغط على المشرعين للموافقة على قرض بقيمة 109 ملايين دولار لتمويل خطة السيطرة على الأراضي، وهو برنامج أمني بدأه بقيلة، فيما وصفه النقاد بأنه محاولة انقلاب. في سبتمبر 2020، اتهمت صحيفة الفارو بقيلة بالتفاوض مع العصابات الإجرامية في البلاد، والتي من أبرزها عصابة مارا سالفاتروتشا (MS-13) وعصابة شارع 18، لخفض معدلات الجريمة. ونفى بقيلة وحكومته هذه الاتهامات. وقد وصفت حكومة الولايات المتحدة العديد من المسؤولين الحكوميين في حكومة بقيلة بأنهم فاسدون. فاز حزب أفكار جديدة في الانتخابات التشريعية لعام 2021، وهو الحزب السياسي الذي أنشأه بقيلة، حيث فاز بأغلبية ساحقة في الجمعية التشريعية والبلديات وبرلمان أمريكا الوسطى (PARLACEN). تولت الجلسة الثالثة عشرة للجمعية التشريعية مهامها في 1 مايو 2021، وانتُخب إرنستو كاسترو رئيسًا للجمعية التشريعية. في أعقاب انتخاب كاسترو، صوت النواب الأربعة والستون الذين يمثلون حزب أفكار جديدة، وتحالف GANA، والحزب الديمقراطي المسيحي، وحزب الائتلاف الوطني، لصالح عزل المدعي العام راؤول ميلارا وخمسة قضاة في المحكمة العليا من المحكمة الدستورية. ثم قام بقيلة بتعيين مدعي عام جديد وقضاة جدد في وقت لاحق، فيما وصف منذ ذلك الحين بأنه انقلاب ذاتي.
بعد الارتفاع الكبير في جرائم القتل في مارس 2022، بدأت حكومة بقيلة حملة ضد العصابات، يشار إليها باسم حالة الاستثناء والحرب ضد العصابات، مما أدى إلى اعتقال أكثر من 75,163 من أعضاء العصابات المزعومين اعتبارًا من 11 يناير 2024  و144 إلى 152 حالة وفاة في الحجز اعتبارًا من 10 مايو 2023. مدد المجلس التشريعي حملة القمع لسبعة عشر مرة، وجهت منظمات مثل منظمة العفو الدولية وهيومن رايتس ووتش اتهامات للحملة بالتورط في اعتقالات تعسفية، وتعذيب، وانتهاكات لحقوق الإنسان. في 3 يناير 2023، أعلن وزير الدفاع رينيه ميرينو مونروي أنه جرى تسجيل 496 جريمة قتل في عام 2022، وهو انخفاض من 1147 جريمة قتل في عام 2021؛ وأرجع ميرينو هذا الانخفاض إلى حملة قمع العصابات. وقد وصف سياسيون من التحالف الجمهوري الوطني وجبهة فارابوندو مارتي للتحرير الوطني و نوسترو تيمبو حملة القمع بأنها استراتيجية سياسية وانتخابية لدعم الحكومة وترهيب المعارضة.
على الرغم من الجدل والتغطية الصحفية السلبية، ظل بقيلة يحظى بشعبية كبيرة حيث تراوحت معدلات الموافقة باستمراره بين 80 و90%. يعتبر بقيلة أحد أكثر الرؤساء شعبية في تاريخ السلفادور، بالإضافة إلى أنه أحد أكثر رؤساء دول أمريكا اللاتينية الحاليين شعبية.

### جدل حول إعادة انتخاب الرئيس
في 3 سبتمبر 2021، قضت محكمة العدل العليا بأن رئيس السلفادور مؤهل للترشح لإعادة انتخابه على التوالي، متجاهلة حكمًا صدر عام 2014 يلزم الرؤساء بالانتظار لمدة عشر سنوات قبل الترشح لإعادة انتخابهم. ذلك الحُكم جعل بقيلة مؤهلاً للترشح للرئاسة في عام 2024. وعلى الرغم من احتجاجات التحالف الجمهوري الوطني وجبهة فارابوندو مارتي للتحرير الوطني، قبلت المحكمة الانتخابية العليا حكم المحكمة العليا. انتقدت سفارة الولايات المتحدة في السلفادور حكم المحكمة العليا، قائلة إنه "يقوض الديمقراطية"، وقارن القائم بالأعمال جان إليزابيث مانيس المسار الذي كانت الحكومة السلفادورية تسلكه مع حكومة فنزويلا في عهد هوغو شافيز. في 1 مارس 2023، أكد أربعة من الأعضاء الخمسة في الغرفة الدستورية بالمحكمة العليا السماح بإعادة الترشح في الانتخابات الرئاسية.
خلال خطاب ألقاه بمناسبة الذكرى 201 لاستقلال البلاد عن إسبانيا في 15 سبتمبر 2022، أعلن بقيلة رسميًا عن حملة إعادة انتخابه على الرغم من إعرابه سابقًا عن معارضته لإعادة انتخابه الفوري قبل وأثناء رئاسته. برر بقيلة محاولته إعادة انتخابه بالقول إن معظم الدول المتقدمة تسمح بإعادة انتخاب الرئيس. وذكر قائمة مِن إعداد صندوق النقد الدولي (IMF) تضم 39 دولة وذكر أن جميع الدول المدرجة في القائمة باستثناء كوريا الجنوبية تسمح بإعادة انتخاب الرئيس. كما ادعى أن القيود المفروضة على إعادة الانتخاب موجودة فقط في دول العالم الثالث. ووفقا لبقيلة، فإن أي دولة متقدمة تنتقد إعلانه ستكون منافقة. في 25 يونيو 2023، سجل بقيلة رسميًا ترشيحه المسبق للرئاسة عن حزب أفكار جديدة، وفي 9 يوليو، انتخب الحزب رسميًا بقيلة مرشحًا للرئاسة.
وبفوز بقيلة بإعادة انتخابه، فقد صار أول شخص منذ العميد ماكسيميليانو هيرنانديز مارتينيز (1931-1934 و1935-1944) يُعاد انتخابه ويخدم عدة فترات رئاسية. بالإضافة إلى ذلك، فهو أول رئيس منذ أنطونيو ساكا (خدم في الفترة 2004-2009) يسعى لإعادة انتخابه.  يُقارَّن بقيلة بـ خوان أورلاندو هرنانديز في هندوراس ودانيال أورتيجا في نيكاراغوا، اللذين استخدما المحكمة العليا والإصلاحات الدستورية، على التوالي، في بلديهما للسماح لأنفسهما بالترشح لإعادة انتخابهما. وفقًا لاستطلاع أجرته جامعة فرانسيسكو جافيديا (UFG) في أكتوبر 2022، يعتقد 76% من المشاركين أنه إذا أعيد انتخاب بقيلة في عام 2024، فسوف يترشح لولاية ثالثة في الانتخابات الرئاسية لعام 2029. نفى بقيلة ضمنيًا أنه سيرشح نفسه لولاية ثالثة، مشيرًا إلى أنه "لن يسعى إلى إعادة انتخابه إلى أجل غير مسمى"، مضيفًا أنه "مصرح له فقط بالترشح لولاية ثانية".

### انتقادات ومعارضة لإعادة الانتخاب

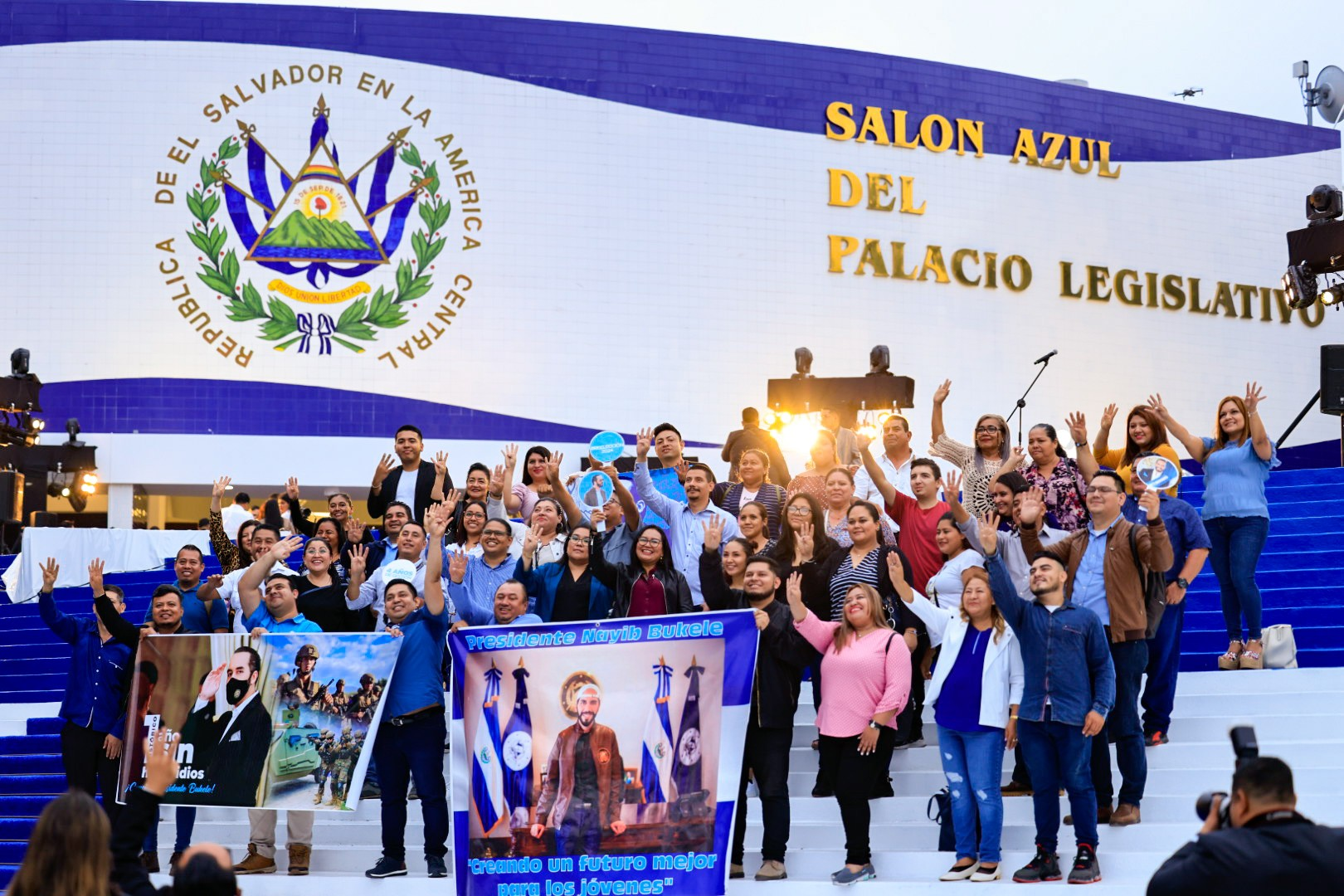
أنصار إعادة انتخاب بقيلة أمام الجمعية التشريعية

تعرض إعلان بقيلة عن ترشحه لإعادة انتخابه لانتقادات من قِبل المحامين الدستوريين، الذين قالوا إن إعادة انتخابه ستكون غير دستورية وتنتهك ما لا يقل عن أربع مواد من دستور السلفادور. وبعد تسجيل بقيلة ترشحه الثاني للرئاسة، صرح إدواردو إسكوبار، المدير التنفيذي لمنظمة Citizen Action غير الحكومية، أن "كل شيء غير دستوري وأنهم يحاولون فقط إعطاء وجه الشرعية لكل شيء بهذه الحيل". صرح مانويل فلوريس، المرشح الرئاسي السابق لجبهة فارابوندو مارتي للتحرير الوطني، أن "القانون هو القانون [و] القانون ينص على عدم إعادة انتخاب الرئيس"، مضيفًا أن الدستور "واضح" في منع إعادة انتخاب الرئيس. صرح السياسي روبين زامورا أنه يجب على الجمعية التشريعية تعليق حقوق بقيلة كمواطن سلفادوري وفقًا للدستور للتسجيل كمرشح للمرة الثانية في الانتخابات الرئاسية. جادل كل من زامورا وكلوديا أورتيز، النائبة عن Vamos، بأن إعادة الانتخاب الفوري محظورة بموجب المواد 75 و88 و131 و152 و154 و248 من دستور البلاد.
في 1 مايو 2023، نظمت 36 منظمة يسارية - بما في ذلك جبهة فارابوندو مارتي للتحرير الوطني و نوسترو تيمبو - مسيرة احتجاجية لإحياء ذكرى يوم العمال العالمي ضد حملة إعادة انتخاب بقيلة وقمع العصابات. وطالب المتظاهرون أيضًا بزيادة الحد الأدنى للأجور من 365 دولارًا أمريكيًا إلى 500 دولار أمريكي، واحترام حقوق العمال، وإطلاق سراح الأبرياء الذين أُلقي القبض عليهم خلال حملة قمع العصابات. وفي 15 سبتمبر، نظمت منظمات وحركات مدنية مختلفة مسيرة احتجاجية أخرى ضد إعادة الانتخاب. وسارت المسيرة من مستشفى روزاليس إلى ساحة جيراردو باريوس. وبحسب فرانسيسكو عمر بارادا، المتحدث باسم كتلة المقاومة والتمرد الشعبي، فقد احتجت المسيرة على إعادة انتخاب الرئيس، وتخفيض البلديات ومقاعد المجلس التشريعي، و"التدمير" للمؤسسات الديمقراطية، و"السيطرة غير الشرعية" التي تمارسها الرئاسة والقضاء ومكتب النائب العام ومؤسسات الدولة الأخرى. وشارك في الاحتجاج المرشحون الرئاسيون عن التحالف الجمهوري الوطني وجبهة فارابوندو مارتي للتحرير الوطني وحزب نويسترو تيمبو، وكذلك فعل العديد من نواب المعارضة في الجمعية التشريعية.
في أكتوبر ونوفمبر 2023، قُدِّم ما مجموعه عشرة طلبات رسمية إلى المحكمة العليا للانتخابات (TSE) تطالبها بعدم تسجيل ترشيح بقيلة للرئاسة أو إبطال ترشيحه بعد أن بدأ عملية التسجيل. قدَّم هذه الطلبات أحزاب Nuestro Tiempo وARENA والعديد من المنظمات غير الحكومية. في 9 نوفمبر، أكدت المحكمة الانتخابية العليا مجددًا أن ترشيح بقيلة كان قانونيًا ورفضت جميع الالتماسات لإبطال ترشيحه.
اقترح نائب الرئيس فيليكس أولوا، الذي يدعم محاولة إعادة انتخاب بقيلة، أن يسعى بقيلة للحصول على إجازة أو إذن صريح من المحكمة العليا قبل ستة أشهر من الانتخابات. في أبريل 2023، صرح أولوا أن بقيلة كان يسعى للحصول على "ولاية ثانية" بدلاً من إعادة الانتخاب، مضيفًا أنه على الرغم من أن إعادة الانتخاب الفوري محظورة بموجب الدستور، إلا أن الولاية الثانية ليست كذلك. واقترح بعض السياسيين، بما في ذلك أولوا، أيضًا أن يستقيل بقيلة قبل ستة أشهر من الانتخابات حتى يتمكن من متابعة إعادة انتخابه بشكل قانوني، ولكن وفقًا للمحامي الدستوري إنريكي أنايا، فإن الاستقالة ستزيل الحصانة القانونية لبقيلة وتسمح بمحاكمته بتهم مزعومة مثل الفساد وانتهاكات حقوق الإنسان، في حين ذكر محامون دستوريون آخرون أن حملة إعادة انتخابه ستكون غير دستورية بغض النظر عام إذا استقال أم لا. صرح كريستيان جيفارا نائب أولوا وحزب أفكار جديدة أن كلا من بقيلة وأولوا سيستقيلان قبل 1 ديسمبر 2023، قبل ستة أشهر من تنصيبهما للمرة الثانية في حالة فوزهما بإعادة انتخابهما، وأنه سيجري تعيين خليفة له كرئيس. في 28 نوفمبر، أعلن بقيلة أنه سيطلب إجازة من الجمعية التشريعية في 1 ديسمبر لإعفائه من مهام الرئاسة من أجل التركيز على حملته الرئاسية. حصل بقيلة على إجازة غياب في 30 نوفمبر وعُينت كلوديا رودريغيز دي جيفارا، سكرتيرته الخاصة، كمعينة رئاسية؛ وتولت منصبها في اليوم التالي وانتقد المحللون والمحامون تعيينها باعتباره غير دستوري.

#### مزاعم الاحتيال
في 18 يناير 2023، أصدر المجلس التشريعي قرارًا بزيادة العقوبة الجنائية لتزوير الانتخابات إلى السجن لمدة تتراوح بين 15 و20 عامًا، وهي عقوبة أعلى من العقوبة السابقة البالغة 4 إلى 6 سنوات. بالإضافة إلى ذلك، إذا كان الفرد عضوًا في عصابة، تزيد العقوبة إلى السجن لمدة تتراوح بين 20 و30 عامًا. وفي 16 فبراير 2023، أقر المجلس التشريعي قانوناً يجرم عرقلة عملية تسجيل المرشحين للانتخابات. وفقًا لقانون العقوبات المحدث، فإن إعاقة عملية تسجيل المرشح تعتبر من الناحية القانونية احتيالًا انتخابيًا وقد تؤدي إلى السجن لمدة تتراوح بين 6 و20 عامًا. وزعم المحامون وخبراء الانتخابات أن القانون المحدث سيُستخدم ضد أولئك الذين عارضوا حملة إعادة انتخاب بقيلة. ادعى إدواردو إسكوبار وروث إليونورا لوبيز، رئيس لجنة مكافحة الفساد في كريستوسال، أن ذلك يُعد تخويفًا وتهديدًا.
بالإضافة إلى Unique Identity Document [documento Único de identidad] (وثيقة الهوية الوحيدة؛ وثيقة الهوية الأساسية للسلفادوريين)، اقترح قضاة المحكمة العليا للانتخابات Julio Olivo [julio olivo] و دورا مارتينيز دي باراهونا استخدام القياسات الحيوية، وتحديدا بصمات الأصابع، لضمان أمن الانتخابات. وسيكون مكتب الدفاع عن حقوق الإنسان، وهو وكالة حكومية سلفادورية، مراقبا لانتخابات عام 2024. في مارس 2023، قدمت مبادرة فوتانتي Votante، وهي مبادرة للناخبين أنشأتها خمس منظمات مجتمع مدني سلفادورية، التماسًا إلى المحكمة الانتخابية العليا للسماح للأمم الأمم المتحدة ومنظمة الدول الأمريكية (OAS) والاتحاد الأوروبي (EU) بمراقبة الانتخابات. وفي 26 مارس، بدأت المحكمة الانتخابية العليا عملية قبول مراقبين دوليين لمراقبة الانتخابات. وتوقعت المحكمة الانتخابية العليا أن يقوم ما يقرب من 5800 مراقب وطني ودولي بمراقبة الانتخابات. في سبتمبر 2023، عرضت المحكمة العليا للانتخابات رسميًا على منظمة الدول الأمريكية والاتحاد الأوروبي مراقبة العملية الانتخابية لعام 2024؛ قبلت منظمة الدول الأمريكية عرض المحكمة الانتخابية العليا في حين أعلن الاتحاد الأوروبي أنه سيدعم العملية الانتخابية. وستتولى إيزابيل سان مالو، نائبة رئيس بنما السابقة، رئاسة بعثة مراقبة الانتخابات التابعة لمنظمة الدول الأمريكية. في أكتوبر 2023، أعلنت المحكمة الانتخابية العليا أنها وقعت اتفاقية مع معهد مونتيري للتكنولوجيا والتعليم العالي في المكسيك لتدقيق عملية التصويت الإلكتروني للمغتربين واتفاقية أخرى مع شركة CGTS Corp. Inc. لتدقيق كل من عملية التصويت الإلكتروني للمغتربين والسجل الانتخابي للمغتربين.
في 18 أكتوبر 2022، أقرت الجمعية التشريعية القانون الخاص لممارسة حق الاقتراع في الخارج، والذي سمح للسلفادوريين الذين يعيشون خارج البلاد بالتصويت إلكترونيًا في الانتخابات الرئاسية والتشريعية، ولكن ليس في الانتخابات البلدية أو انتخابات البرلمان. أعلنت المحكمة الانتخابية العليا في 17 نوفمبر 2022 أنها ستضمن حق السلفادوريين في الخارج في التصويت في انتخابات 2024. وفقًا للمحكمة الانتخابية العليا، يحق لإجمالي 685.026 مغتربًا سلفادوريًا في 53 دولة التصويت في عام 2024 اعتبارًا من 19 أغسطس 2023 </link></link>. وبموجب القانون الانتخابي، يُحتسب أصواتهم كجزء من مقاطعة سان سلفادور. ادعت بعض شخصيات المعارضة أن القانون سيؤدي إلى تزوير الانتخابات، بينما رفض كاسترو فكرة حدوث تزوير في عملية تصويت المغتربين.
ووفقاً لقانون الأحزاب السياسية، لم تقم المحكمة الانتخابية العليا بمراقبة الانتخابات التمهيدية للأحزاب السياسية بحثاً عن أي مخالفات. في يونيو 2023، ادعى بعض أعضاء حزب أفكار جديدة أن هناك مخالفات في الانتخابات التمهيدية للحزب. وانتقدوا أن الحزب كان يقدم انتخابات تمهيدية لمرشح واحد ويروج لأفراد عائلة بقيلة في السباقات البلدية. في 1 يوليو، أعلنت اللجنة الانتخابية الوطنية لحزب أفكار جديدة أنها ستفتح عملية تحقيق داخلية لضمان اتباع قوانين الحزب وأنظمته ومعاقبة أولئك الذين حاولوا التلاعب بالعملية الانتخابية وإحالتهم إلى النظام القانوني في البلاد. في 31 يوليو، علق حزب "أفكار جديدة" الترشيح التشريعي لريبيكا سانتوس بعد ظهور مقاطع فيديو يُزعم أنها تظهر موظفي سانتوس وهم يطلبون من أعضاء الحزب التصويت لصالحها. في 30 يونيو 2023، أعلنت مايرا زيتينو، عمدة ساكاكويو وعضوة حزب GANA، استقالتها من الحزب، مدعية أن هناك نقصًا في الشفافية وانخفاض الثقة في العملية الانتخابية الأولية للحزب. رد غييرمو جاليجوس، نائب رئيس GANA ونائب الجمعية التشريعية، على إعلان زيتينو بالقول إنه لا توجد مخالفات داخل الحزب.
وفقًا لاستطلاع للرأي أجراه UFG في مايو ويونيو 2023، يعتقد 62.8% من السلفادوريين أن الانتخابات ستكون "نظيفة وشفافة"، بينما شكك 25% في شرعية الانتخابات، وذكر 9.7% أنهم يعتقدوا أنه سيكون هناك تزوير. أظهر استطلاع للرأي أجرته جامعة أمريكا الوسطى في نوفمبر 2023 أن 45.2% من السلفادوريين يعتقدون أن الانتخابات ستكون "نظيفة"، بينما يعتقد 31.5% أنه سيكون هناك احتيال.

### تقليص عدد المقاعد البلدية والتشريعية

#### المقترحات الأولية والدعم والنقد
في 30 ديسمبر 2022، غرّد بقيلة بأنه يعتقد أنه يجب تقليص بلديات البلاد البالغ عددها 262 إلى 50 فقط، مدعيًا أنه "من السخف أن يتم تقسيم 21000 كيلومتر مربع إلى 262 بلدية".  جادل العديد من الاقتصاديين والمحامين والسياسيين بأن التخفيض المقترح كان محاولة لتوحيد السلطة من خلال التلاعب في الدوائر الانتخابية، وأن ذلك من شأنه أن يمنح حزب أفكار جديدة ميزة انتخابية، وسيؤدي إلى التلاعب بالبيانات لصالح الحكومة. استنكر أوجينيو تشيكاس، القاضي السابق في المحكمة العليا للانتخابات، الفكرة، مدعيًا أنها جزء من "الرؤية السياسية" لبقيلة لترسيخ الديكتاتورية العسكرية.
بينما أعرب جاليجوس عن دعمه لاقتراح بقيلة، مضيفًا أنه يعتقد أنه يجب أيضًا تقليل عدد المقاعد في الجمعية التشريعية. أيد أولوا تخفيض عدد المقاعد في الجمعية التشريعية واقترح تخفيضها من 84 إلى 50 مقعدا. في فبراير 2023، أكد كاسترو أن حزب أفكار جديدة يدرس خفض عدد النواب في الجمعية التشريعية من 84 إلى 64 وعدد البلديات من 252 إلى 50.
وصف جون رايت، نائب نويسترو تيمبو، اقتراح تقليل عدد النواب بأنه "غير مسؤول على الإطلاق" لحدوثه خلال عام واحد من الانتخابات. انتقدت كلوديا أورتيز هذا الإعلان، قائلة إن الإصلاحات المقترحة يمكن أن تساعد حزب أفكار جديدة في تشكيل دولة الحزب الواحد. وقالت أيضًا إن وقت إجراء الإصلاحات الانتخابية قد فات وأن التغييرات ستكون انتهاكًا للقانون الانتخابي، في إشارة إلى المادة 291-أ، التي تحظر إجراء إصلاحات انتخابية لمدة تصل إلى عام واحد قبل الانتخابات. في 15 مارس 2023، صوتت الجمعية التشريعية على إلغاء المادة 291-أ التي وصفها نائب ARENA رينيه بورتيلو كوادرا بأنها غير دستورية. ووصف مكتب واشنطن لأمريكا اللاتينية، وهو منظمة أمريكية غير حكومية، بأنه "أحدث خطوة تراجع في البلاد".
في فبراير 2023، ادعى نائب GANA نعمان سالجادو أن سكان البلاد سيدعمون تخفيضات النواب والبلديات. ووفقاً لاستطلاع للرأي أجرته جامعة فرانسيسكو جافيديا في ذلك الشهر، يعتقد حوالي 48.5% من السلفادوريين خطأً أن السلفادور مقسمة بالفعل إلى 50 بلدية فقط. وبحسب استطلاع أجرته مؤسسة فوندونغو في مارس 2023، أيد 48.8% من السلفادوريين تقليص عدد البلديات، بينما عارضه 44.2%. في حين أيد 80.2% تخفيض عدد المقاعد التشريعية، فيما عارضه 16.4% فقط. وأظهر استطلاع للرأي أجرته UFG في مايو 2023 أن 66.4% أيدوا تقليص البلديات بينما عارضه 39.4%. وأظهر استطلاع لاحق أجرته مؤسسة فوندونغو في سبتمبر 2023 أن 66.9% من السلفادوريين يؤيدون تقليص البلديات بينما يعارضه 27.4%.

#### موافقة المجلس التشريعي

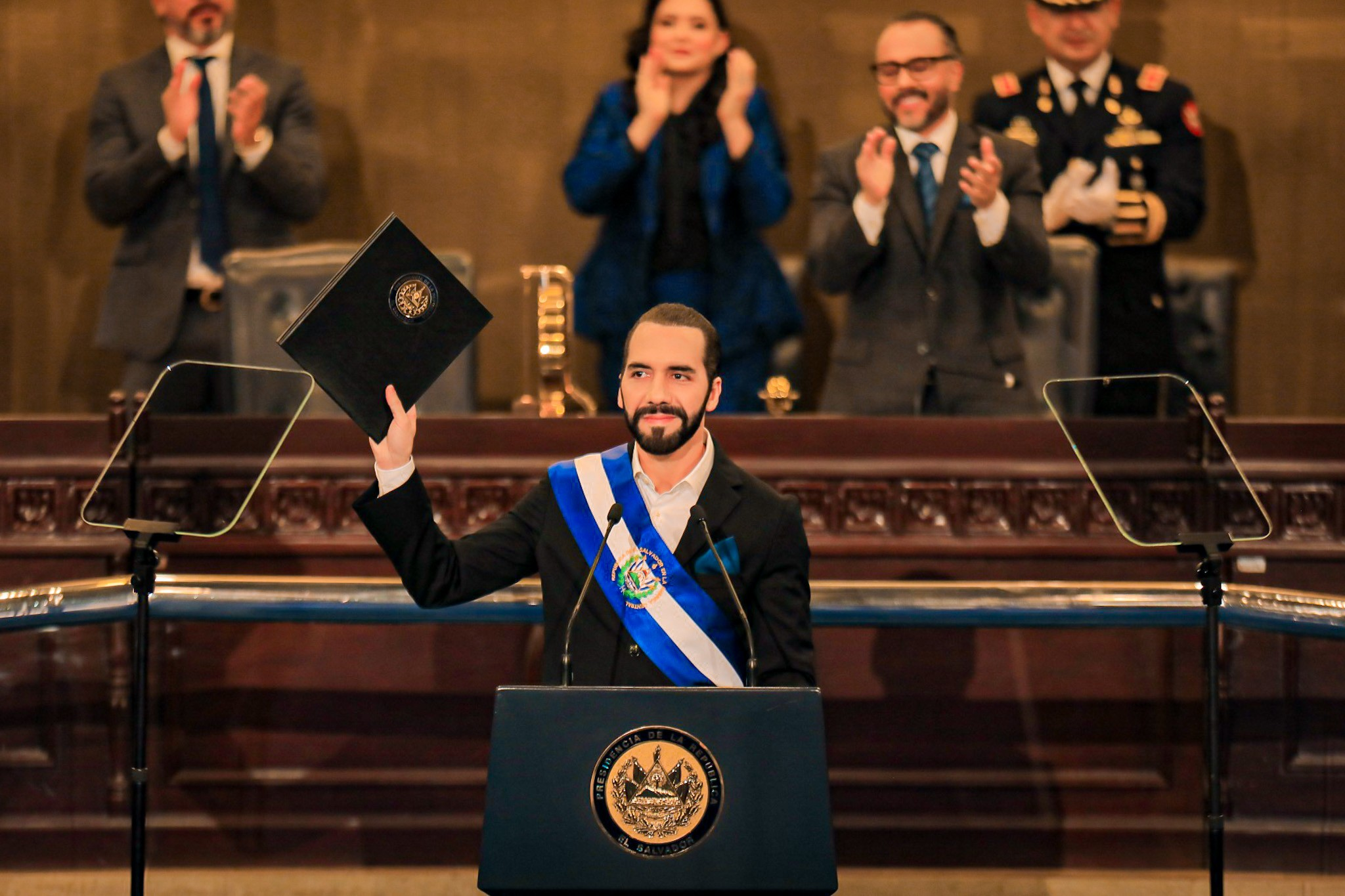
بقيلة يقترح تقليص عدد البلديات في 1 يونيو 2023.

خلال خطاب ألقاه احتفالًا بعامه الرابع في منصبه في 1 يونيو 2023، اقترح بقيلة رسميًا تشريعًا لتقليل عدد البلديات من 262 إلى 44 وعدد مقاعد الجمعية التشريعية من 84 إلى 60. وفيما يتعلق بتخفيض البلديات، ذكر أن البلديات الحالية ستتحول إلى مُقاطعات، مضيفا أن موظفي البلديات سيحتفظون بوظائفهم وأن المجتمعات ستظل قادرة على الاحتفال بتقاليدها وعاداتها المحلية. جادل بقيلة بأن التخفيض من شأنه أيضًا أن يقلل من عبء الميزانية على البلديات، ويجعل توزيع الضرائب "أكثر إنصافًا" ممكن، ويجعل انتخاب ومراجعة رؤساء البلديات أسهل. وفيما يتعلق بالتخفيض التشريعي، ذكر أن عدد المقاعد سيعود إلى العدد الذي كان موجودا قبل التوقيع على اتفاقات تشابولتيبيك للسلام في عام 1992. وانتقد السياسيين المعارضين قائلاً: "كان لدى هذه الجمعية في يوم من الأيام 60 نائباً، ولم يخطر ببال هذه الحكومة أن أولئك الموجودين في الزاوية لا يحبون هذا الإعلان لأن ARENA وFMLN أضافا 24 نائباً إضافياً في تلك المهزلة التي وقعا عليها وكان ذلك هو القرار الصحيح "الشيء الوحيد الذي أكملوه" في اتفاقيات السلام".
| مقاطعة       | الجمعية التشريعية | الجمعية التشريعية | الجمعية التشريعية | البلديات | البلديات | البلديات |
| مقاطعة       | 2021              | 2024              | +/–               | 2021     | 2024     | +/–      |
| ------------ | ----------------- | ----------------- | ----------------- | -------- | -------- | -------- |
| أهواتشابان   | 4                 | 3                 | ▼ 1               | 12       | 3        | ▼ 9      |
| كابانياس     | 3                 | 2                 | ▼ 1               | 9        | 2        | ▼ 7      |
| تشالاتينانغو | 3                 | 2                 | ▼ 1               | 33       | 3        | ▼ 30     |
| كوسكاتلان    | 3                 | 2                 | ▼ 1               | 16       | 2        | ▼ 14     |
| لا ليبرتاد   | 10                | 7                 | ▼ 3               | 22       | 6        | ▼ 16     |
| لاباز        | 4                 | 3                 | ▼ 1               | 22       | 3        | ▼ 19     |
| لا يونيون    | 3                 | 2                 | ▼ 1               | 18       | 2        | ▼ 16     |
| مورازان      | 3                 | 2                 | ▼ 1               | 26       | 2        | ▼ 24     |
| سان ميغيل    | 6                 | 5                 | ▼ 1               | 20       | 3        | ▼ 17     |
| سان سلفادور  | 24                | 16                | ▼ 8               | 19       | 5        | ▼ 14     |
| سان فيسنتي   | 3                 | 2                 | ▼ 1               | 13       | 2        | ▼ 11     |
| سانتا آنا    | 7                 | 5                 | ▼ 2               | 13       | 4        | ▼ 9      |
| سونسوناتي    | 6                 | 5                 | ▼ 1               | 16       | 4        | ▼ 12     |
| أوسولوتان    | 5                 | 4                 | ▼ 1               | 23       | 3        | ▼ 20     |
| المجموع      | 84                | 60                | ▼ 24              | 262      | 44       | ▼ 218    |

صرحت ARENA أن التخفيضات هي "تكتيك لترجيح المجال الانتخابي لصالح حزب أفكار جديدة" وصرحت كلوديا أورتيز أن تقليص عدد البلديات كان لصالح رؤساء البلديات التابعين لحزب أفكار جديدة الذين قاموا "بعمل سيء للغاية" منذ انتخابهم في عام 2021. وزعم مارليني فونيس، نائب جبهة فارابوندو مارتي للتحرير الوطني، أن بقيلة يريد ضمان قبضته على السلطة وأن كل سلفادوري يعلم أن موارد أقل ستصل عندما يجري تقليص البلديات. وصف أوسكار أورتيز، الأمين العام لجبهة فارابوندو مارتي للتحرير الوطني، المقترحات بأنها "احتيال مؤسسي" لحدوثها خلال الفترة التي تسبق انتخابات 2024.
في 7 يونيو 2023، وافق المجلس التشريعي على مقترح تخفيض عدد مقاعد المجلس التشريعي من 84 إلى 60 مقعدًا. ادعت أنابيل بيلوسو، نائبة جبهة فارابوندو مارتي للتحرير الوطني، أن الغرض من التخفيض التشريعي هو "مواصلة تركيز السلطة"، وزعمت شخصيات معارضة أخرى أن التخفيض من شأنه أن يقلل من المشاركة السياسية للأحزاب الصغيرة. وعلى النقيض من ذلك، نفى نائب GANA، روميو أورباخ، أن تؤثر التخفيضات على تمثيل الأحزاب الصغيرة. و ادعى كلوديا أورتيز ونائب ARENA سيزار رييس أن التخفيض كان لضمان وتركيز المزيد من القوة لحزب أفكار جديدة.
وفي 13 يونيو 2023، وافق المجلس التشريعي على مقترح تخفيض عدد البلديات من 262 إلى 44، ونص الاقتراح على أن تدخل التخفيضات حيز التنفيذ في 1 مايو 2024. وصف لوبيز عملية تقليص البلديات بأنها تمت بطريقة "تعسفية وغريبة الأطوار"، وجادل بأن التخفيضات من شأنها أن تُبعد الحكومات البلدية عن الأشخاص الذين تحكمهم. وصف بورتيلو كوادرا التخفيضات بأنها "تؤدي إلى نتائج عكسية"، حيث أنه سيجري تعيين رؤساء البلديات للإشراف على عدد أكبر من الأشخاص في كل بلدية. ادعى رايت أن التخفيضات ستركز السلطة على عدد أقل من الأشخاص وأن التمثيل البلدي أصبح "أقل ديمقراطية". وادعى أن التخفيضات البلدية كانت أهدافًا انتخابية وليست رغبة في تعزيز التنمية أو توفير المال، مشككًا في عدم وجود دراسات أجريت لتحديد ضرورة تقليص البلديات الـ 262 إلى 44. ردًا على انتقادات المعارضة، ادعى كاسترو أن المعارضة السياسية أصبحت يائسة لأن البلاد كانت تعود إلى "نظام عادل".

## النظام الانتخابي

### إجراءات الانتخابات
أُقيمت هذه الانتخابات العامة في السلفادور بعد خمس سنوات من الانتخابات الرئاسية لعام 2019 وبعد ثلاث سنوات من الانتخابات التشريعية لعام 2021. وجرى فيها انتخاب الرئيس ونائبه و60 نائبًا في الجمعية التشريعية و44 رئيس بلدية ومجالس بلدية لبلديات البلاد (تقسيمات المستوى الثاني) و20 نائبًا في برلمان أمريكا الوسطى من خلال تصويت شعبي. وينص دستور السلفادور على أن تكون الانتخابات "حرة ومباشرة ومتساوية وسرية". وفي 11 أغسطس 2022، أعلنت المحكمة الانتخابية العليا أن انتخابات الرئاسة ونائب الرئيس والجمعية التشريعية ستجرى يوم الأحد 4 فبراير 2024، وأن انتخابات البلديات الـ 44 وبرلمان أمريكا الوسطى ومجلس النواب ستجرى يوم الأحد 4 فبراير 2024. وستعقد الجولة الرئاسية الثانية المحتملة يوم الأحد 3 مارس 2024؛ على أن يبدأ التصويت من الساعة 7 صباحًا حتى الساعة 5 مساءً بالتوقيت المركزي. ثم تُصدق المحكمة الانتخابية العليا على نتائج الانتخابات الرئاسية بحلول 20 فبراير إذا لم تكن هناك حاجة لإجراء جولة ثانية.
وفي الانتخابات الرئاسية، يحتاج المرشح إلى الأغلبية المطلقة (50%+1) ليُعلن فوزه في الانتخابات. إذا لم يحصل أي مرشح على الأغلبية المطلقة، فتجري جولة ثانية بين المرشحين الحاصلين على أكبر عدد من الأصوات الصحيحة خلال ثلاثين يومًا من الجولة الأولى. يُنتخب نواب الجمعية التشريعية بطريقة هوندت، في حين يُنتخب رؤساء البلديات وأعضاء المجالس البلدية ونواب برلمان أمريكا الوسطى عن طريق القائمة المفتوحة بالتمثيل النسبي. يُنتخب 60 نائبا في الجمعية التشريعية في 14 دائرة انتخابية لمقاطعات البلاد الـ 14 (تقسيمات من المستوى الأول)، ويُنتخب 44 رئيس بلدية ومجالس بلدية في دائرة انتخابية واحدة لكل منهم، ويُنتخب النواب العشرين في برلمان أمريكا الوسطى من دائرة انتخابية واحدة على مستوى الدولة.

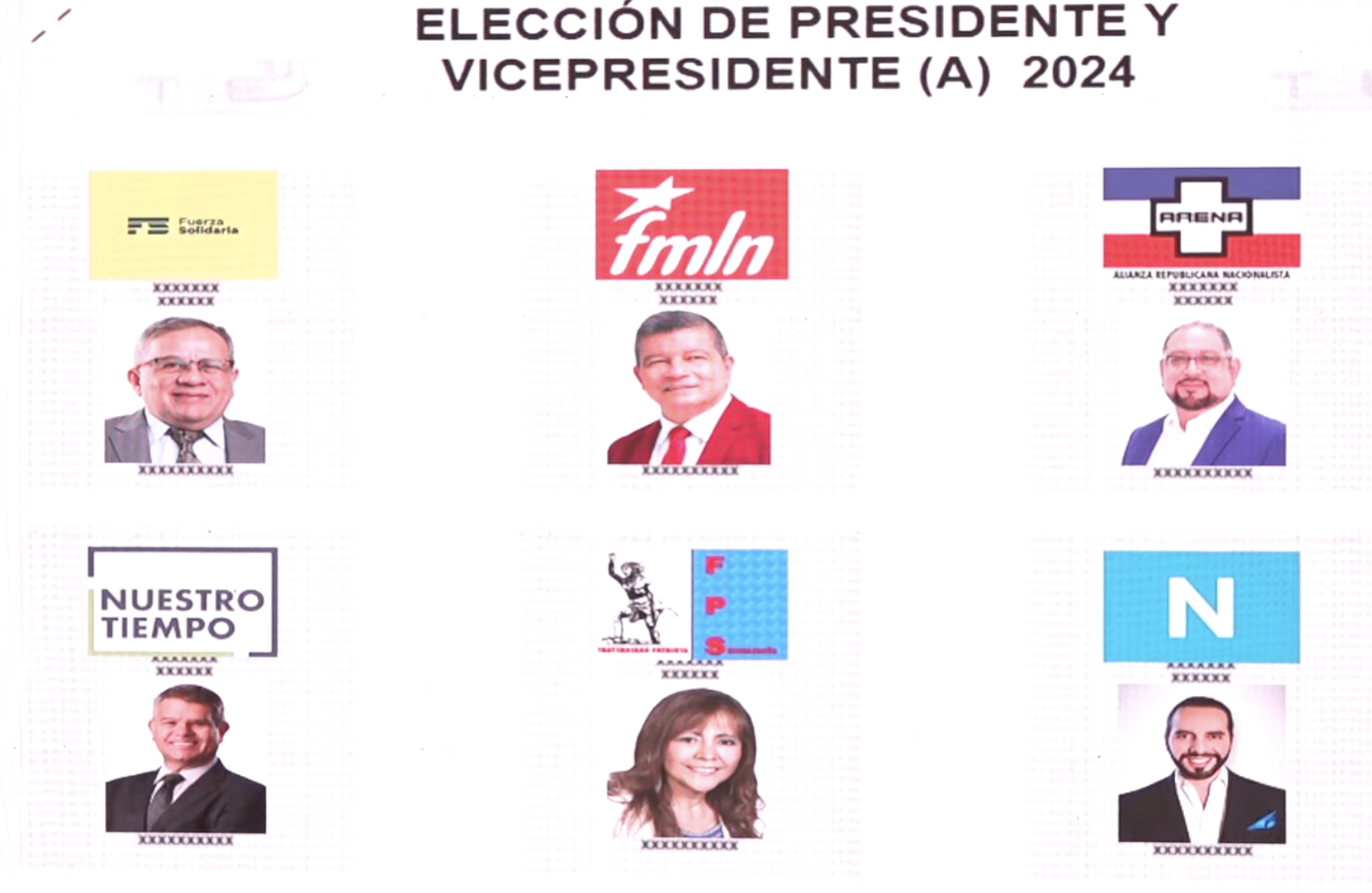
ورقة اقتراع الانتخابات الرئاسية 2024

يجب ألا يقل عمر المرشحين للرئاسة ونائب الرئيس عن 30 عامًا، ويجب أن لا يقل عمر المرشحين التشريعيين عن 25 عامًا، ويجب أن لا يقل عمر المرشحين البلديين عن 21 عامًا. يجب أن يكون جميع المرشحين مواطنين سلفادوريين بالولادة. وبموجب المادة 38 من قانون الأحزاب السياسية، يجب أن يكون ما لا يقل عن 30% من إجمالي مرشحي الحزب للانتخابات التشريعية والبلدية وانتخابات البرلمان من النساء. بالإضافة إلى 60 نائبًا منتخبين في الجمعية التشريعية و20 نائبًا منتخبين في برلمان أمريكا الوسطى PARLACEN، يُنتخب 60 نائبًا بديلاً إضافيًا في الجمعية التشريعية و20 نائبًا بديلاً لعضوية برلمان أمريكا الوسطى. تنتخب كل بلدية من البلديات الـ 44 عمدة واحدا وعددا متفاوتا من أعضاء مجلس البلدية. يتألف كل مجلس بلدية من أمين واحد، و4 أعضاء مجلس محلي، و4 أعضاء مجلس محلي بديلين، ومع ذلك، تنتخب بلديتان 8 أعضاء مجلس محلي وتنتخب اثنتان أخريان 10 أعضاء مجلس محلي. وفي المجمل، يُنتخب 624 شخصًا لشغل مناصب عامة في انتخابات 2024، بانخفاض عن 3206 في عام 2021.  
وجرى تجهيز 1595 مركزًا للتصويت في جميع أنحاء البلاد. بدأ التصويت الإلكتروني للمغتربين السلفادوريين في منتصف ليل 6 يناير 2024؛ أُتيح للمغتربين التصويت في 81 مركزًا للتصويت في 60 سفارة وقنصلية للدولة في 30 دولة؛ ولم يتمكن 42 ناخباً مؤهلاً في 22 دولة من التصويت. انتهى من تصميم بطاقات الاقتراع الأربعة –الرئاسية والتشريعية والبلدية وبرلمان أمريكا الوسطى– في 6 ديسمبر 2023.

### تمويل الانتخابات

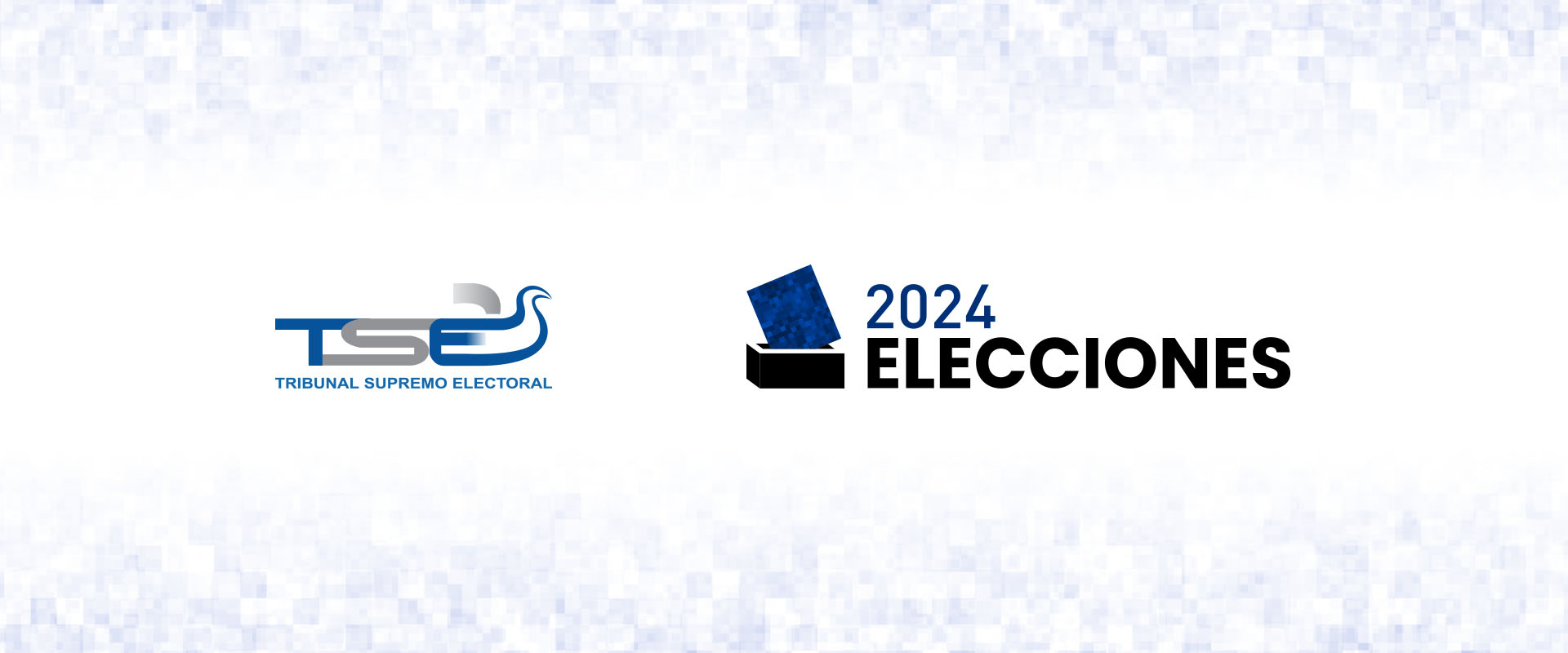
لافتة موقع انتخابات 2024 الخاصة بالمحكمة الانتخابية العليا

في ديسمبر 2022، قدر قاضي المحكمة الانتخابية العليا نويل أوريانا أن تمويل تصويت المغتربين في انتخابات 2024 سيكلف ما بين 25 و30 مليون دولار أمريكي، لكنه عدل التقدير لاحقًا إلى 120 مليون دولار أمريكي. في فبراير 2023، أعلنت المحكمة الانتخابية العليا أن تصويت المغتربين سيكلف 70.6 مليون دولار أمريكي وأن الانتخابات الوطنية ستكلف 89 مليون دولار أمريكي، بتكلفة إجمالية قدرها 159.7 مليون دولار أمريكي لانتخابات 2024. وفي مارس 2023، خفضت المحكمة الانتخابية العليا تقديراتها إلى 129.3 مليون دولار أمريكي وطلبت هذا المبلغ رسميًا من المجلس التشريعي. وافقت الجمعية التشريعية على طلب المحكمة الانتخابية العليا في 15 مارس 2023، مما جعل انتخابات 2024 هي الانتخابات الأكثر تكلفة في تاريخ السلفادور.
في 10 يونيو 2023، أعلنت المحكمة الانتخابية العليا أنها توصلت إلى اتفاق مع بورصة المنتجات والخدمات السلفادورية (BOLPROS) بشأن إجراءات الشراء الخاصة بالانتخابات. وفي 20 يونيو، أعلنت المحكمة الانتخابية العليا أنها وقعت اتفاقية مع اليانصيب الخيري الوطني (LNB) بشأن التحقق من المعلومات المالية للأحزاب السياسية. ومن خلال الاتفاقية، تتمكن المحكمة الانتخابية العليا من مقارنة المعلومات المالية المقدمة من الأحزاب السياسية، مع البيانات التي يتعامل معها اليانصيب الخيري الوطني. في 29 يونيو، أعلنت المحكمة الانتخابية العليا أنها تعاقدت مع شركة Indra Solutions لتنفيذ التصويت الإلكتروني.

### الأحزاب السياسية
يجب أن تكون الأحزاب السياسية مسجلة لدى المحكمة الانتخابية العليا حتى تتمكن من المشاركة في الانتخابات. يوضح الجدول التالي الأحزاب السياسية الثلاثة عشر المؤهلة للمشاركة في انتخابات 2024.
| الحزب | الحزب | الحزب                                                                                  | القائد                  | نتائج 2021 | نتائج 2021 | نتائج 2021           |
| الحزب | الحزب | الحزب                                                                                  | القائد                  | التشريعية  | البلدية    | برلمان أمريكا الوسطى |
| ----- | ----- | -------------------------------------------------------------------------------------- | ----------------------- | ---------- | ---------- | -------------------- |
|       | PDC   | الحزب الديمقراطي المسيحي Partido Demócrata Cristiano                                   | رينالدو كاربالو         | 1 / 84     | 3 / 262    | 0 / 20               |
|       | CD    | التغيير الديمقراطي Cambio Democrático                                                  | خافيير ميليان           | 0 / 84     | 0 / 262    | 0 / 20               |
|       | FMLN  | جبهة فارابوندو مارتي للتحرير الوطني Frente Farabundo Martí para la Liberación Nacional | أوسكار أورتيز           | 4 / 84     | 30 / 262   | 1 / 20               |
|       | GANA  | التحالف الكبير من أجل الوحدة الوطنية Gran Alianza por la Unidad Nacional               | نيلسون جواردادو         | 5 / 84     | 27 / 262   | 1 / 20               |
|       | V     | دعنا نذهب Vamos                                                                        | سيسيا ريفاس             | 1 / 84     | 1 / 262    | لم يركض              |
|       | PCN   | حزب الائتلاف الوطني Partido de Concertación Nacional                                   | مانويل رودريجيز         | 2 / 84     | 14 / 262   | 1 / 20               |
|       | ARENA | التحالف الجمهوري القومي Alianza Republicana Nacionalista                               | كارلوس غارسيا سعادة     | 14 / 84    | 35 / 262   | 3 / 20               |
|       | NI    | أفكار جديدة Nuevas Ideas                                                               | خافيير زابلاه بقيلة     | 56 / 84    | 152 / 262  | 14 / 20              |
|       | NT    | وقتنا Nuestro Tiempo                                                                   | آندي فايلر              | 1 / 84     | 0 / 262    | لم ينافس             |
|       | DS    | الديمقراطية السلفادورية Democracia Salvadoreña                                         | أدولفو سالومي أرتينيانو | 0 / 84     | لم ينافس   | لم ينافس             |
|       | PAIS  | الحزب السلفادوري المستقل Partido Independiente Salvadoreño                             | روي جارسيا              | حزب جديد   | حزب جديد   | حزب جديد             |
|       | FPS   | الأخوة الوطنية السلفادورية Fraternidad Patriota Salvadoreña                            | أوسكار موراليس ليموس    | لم ينافس   | لم ينافس   | لم ينافس             |
|       | FS    | قوة التضامن Fuerza Solidaria                                                           | ريجوبيرتو سوتو          | حزب جديد   | حزب جديد   | حزب جديد             |

بالإضافة إلى ذلك، حاولت العديد من الحركات المدنية التسجيل لدى المحكمة الانتخابية العليا للحصول على وضع حزبي سياسي والترشح في انتخابات عام 2024. وشملت هذه الحركات المدنية قوة المواطن، والحركة الجمهورية الأصيلة، والحركة السلفادورية الأصيلة (MAS)، وسنبني سلفادور جديدة، وحزب المحاربين القدامى السلفادوري، وسوموس Somos، وأنا i. أعلن حزب "قوة المواطن" عن انتخاباتها التمهيدية في مارس 2023، لكن المحكمة الانتخابية العليا تجاهلت الإعلان واعتبرته باطلاً لأنهم لم يكونوا مسجلين للمشاركة في انتخابات 2024. وفي منتصف أبريل 2023، قدم الحزب 50 ألف توقيع إلى المحكمة الانتخابية العليا لتسجيله كحزب سياسي. تخلت حركة MAS عن جهودها للتسجيل في أوائل أبريل 2023. وفي أواخر عام 2022، أعلن بول مونروي، زعيم حركة i، أن الحركة تخلت عن جهودها للتسجيل في المحكمة الانتخابية العليا.

### الناخبين المسجلين
كان أمام المواطنين السلفادوريين الذين تزيد أعمارهم عن 18 عامًا والذين يعيشون في السلفادور الفرصة حتى 7 أغسطس 2023 للتسجيل للتصويت، بينما كان أمام أولئك الذين يعيشون خارج البلاد الفرصة حتى 5 نوفمبر 2023 للتسجيل. كان أمام السلفادوريين في البلاد مهلة حتى 3 أبريل 2023 لتغيير عنوان إقامتهم في وثيقة الهوية الفريدة الخاصة بهم، في حين أن أولئك الذين يعيشون في الخارج لديهم الفرصة حتى 5 نوفمبر 2023. صرح غييرمو ويلمان، قاضي المحكمة العليا للانتخابات، أن الأفراد الذين قُبض عليهم خلال حملة قمع العصابات في البلاد ليسوا مؤهلين للتصويت. تُحتسب الأصوات التي يُدلي بها المواطنون من خارج البلاد في الانتخابات التشريعية لاختيار النواب ضمن مقاطعة سان سلفادور.
بين الجدول التالي عدد الناخبين المسجلين لانتخابات 2024 في جميع المقاطعات الأربعة عشر وخارج البلاد، بالإضافة إلى عدد مقاعد المجلس التشريعي وعدد البلديات المخصصة لكل دائرة. الأرقام، كما نشرتها المحكمة الانتخابية العليا، دقيقة اعتبارًا من 3 أكتوبر 2023.

خريطة مُعنونة للمقاطعات الأربعة عشر في السلفادور.

| مقاطعة          | الناخبين  | مقاعد في البرلمان | البلديات |
| --------------- | --------- | ----------------- | -------- |
| أهواتشابان      | 298,543   | 3                 | 3        |
| كابانياس        | 142,598   | 2                 | 2        |
| تشالاتينانغو    | 192,792   | 2                 | 3        |
| كوسكاتلان       | 212,065   | 2                 | 2        |
| لا ليبرتاد      | 673,731   | 7                 | 6        |
| لاباز           | 283,077   | 3                 | 3        |
| لا يونيون       | 247,839   | 2                 | 2        |
| مورازان         | 168,247   | 2                 | 2        |
| سان ميغيل       | 434,346   | 5                 | 3        |
| سان سلفادور     | 1,478,509 | 16                | 5        |
| سان فيسنتي      | 151,062   | 2                 | 2        |
| سانتا آنا       | 513,160   | 5                 | 4        |
| سونسوناتي       | 406,264   | 5                 | 4        |
| أوسولوتان       | 315,521   | 4                 | 3        |
| تصويت المغتربين | 741,094   | [ ز ]             | -        |
| المجموع         | 6,258,848 | 60                | 44       |

## الرئاسة

### المرشحين المسجلين
قامت ستة أحزاب سياسية بتسجيل مرشحيها للرئاسة ونائب الرئيس لعام 2024 رسميًا عند المحكمة الانتخابية العليا.
| حزب | حزب                            | مُرَشَّح            | مُرَشَّح                                                                                              | نائب             | نائب                                               | تاريخ الترشيح | تاريخ التسجيل | مراجع           |
| --- | ------------------------------ | --------------- | ------------------------------------------------------------------------------------------------- | ---------------- | -------------------------------------------------- | ------------- | ------------- | --------------- |
|     | أفكار جديدة [lower-alpha 4]    | Nayib Bukele    | نجيب بقيلة رئيس السلفادور (2019–الآن) عمدة سان سلفادور (2015–2018) نويفو كوسكاتلان (2012–2015)    | Félix Ulloa      | فيليكس أولوا نائب رئيس السلفادور الـ43 (2019–الآن) | 9 يوليو 2023  | 3 نوفمبر 2023 | [ 179 ] [ 180 ] |
|     | التحالف الجمهوري القومي        | Joel Sánchez    | جويل سانشيز                                                                                       | Hilcia Bonilla   | هيلسيا بونيلا                                      | 16 يوليو 2023 | 9 نوفمبر 2023 | [ 181 ] [ 182 ] |
|     | فارابوندو مارتي للتحرير الوطني | Manuel Flores   | مانويل فلوريس {{صغير\|نائب الجمعية التشريعية للسالفادور (2012–2021) عمدة كويزالتيبيك ‏ (2003–2012) | Werner Marroquín | فيرنر ماروكين                                      | 16 يوليو 2023 | 3 نوفمبر 2023 | [ 179 ] [ 183 ] |
|     | وقتنا الجديد                   | Luis Parada     | لويس بارادا                                                                                       | Celia Medrano    | Celia Medrano [الإنجليزية]                         | 15 يوليو 2023 | 9 نوفمبر 2023 | [ 182 ] [ 184 ] |
|     | قوة التضامن                    | Javier Renderos | خافيير رينديروس                                                                                   | Rafael Montalvo  | رافائيل مونتالفو                                   | 24 يوليو 2023 | 9 نوفمبر 2023 | [ 182 ] [ 185 ] |
|     | الأخوة الوطنية السلفادورية     | Marina Murillo  | مارينا موريللو                                                                                    | Fausto Carranza  | فاوستو كارانزا                                     | 27 أغسطس 2023 | 9 نوفمبر 2023 | [ 182 ] [ 186 ] |

### المرشحين المرفوضين
وقد رفضت المحكمة الانتخابية العليا أحد الأحزاب مرشحيه للرئاسة ونائب الرئيس.
| حزب | حزب                | مُرَشَّح         | مُرَشَّح          | النائب | النائب     | تاريخ الترشيح | تاريخ الرفض   | مراجع   |
| --- | ------------------ | ------------ | ------------- | ------ | ---------- | ------------- | ------------- | ------- |
|     | السلفادوري المستقل | José Cardoza | خوسيه كاردوزا |        | إيرما سوسا | 28 أغسطس 2023 | 4 أكتوبر 2023 | [ 187 ] |

### المرشحين المنسحبين
- Gerardo Awad، المرشح الرئاسي السابق لـ ARENA في 2019 [188]
- Jaime Zavaleta[189]

### المرشحين المرفوضين
- كلوديا أورتيز، نائب المجلس التشريعي (2021–الآن)[190]
- ماريو فيغا، القس الكبير في بعثة كريستيانا إيليم إنترناسيونال (1997–الآن)[191]

## البرلمان
حصل حزب "أفكار جديدة" على الأغلبية في الجمعية التشريعية الثالثة عشرة؛ حيث دعمت أحزاب GANA والحزب الديمقراطي التقدمي والحزب الشيوعي النيبالي حكومة حزب أفكار جديدة. وتألفت المعارضة من ARENA و FMLN ونوسترو تيمبو، وفاموس. داخل برلمان أمريكا الوسطى، ينتمي النواب الخمسة عشر من حزب أفكار جديدة وGANA إلى مجموعة التكامل الديمقراطي الوسطي، وينتمي النواب الأربعة من التحالف الجمهوري الوطني وPCN إلى الوحدة الديمقراطية التكاملية، وينتمي النائب الوحيد لجبهة فارابوندو مارتي للتحرير الوطني إلى المجموعة البرلمانية اليسارية لأمريكا الوسطى.
منذ الانتخابات التشريعية لعام 2021، ترك ثلاثة نواب واثنان وعشرون عمدة من ARENA الحزب وأصبحوا مستقلين، كما فعل أحد عشر عمدة من جبهة FMLN، ونائب واحد واثنين من رؤساء البلديات من GANA.

### النواب المتقاعدين
لم يترشح ستة عشر نائبًا حاليًا في الجمعية التشريعية لإعادة انتخابهم في عام 2024 بسبب اختيارهم الترشح لمنصب آخر، أو استبعادهم خلال الانتخابات التمهيدية لحزبهم، أو تعليق حزبهم لهم قبل الانتخابات، أو اختيارهم عدم البحث عن منصب عام في عام 2024.

## الحملة الانتخابية
ألزمت المحكمة الانتخابية العليا الأحزاب بالإعلان عن انتخاباتها التمهيدية بحلول 5 مارس 2023. نصت المحكمة الانتخابية العليا في البداية على أن تجري الأحزاب انتخاباتها التمهيدية بحلول 5 يوليو 2023، ولكن بعد أن صوت المجلس التشريعي على تقليص عدد البلديات في يونيو 2023، أخرت المحكمة الانتخابية العليا الموعد النهائي لإجراء الانتخابات التمهيدية حتى 20 يوليو 2023. كان أمام الأحزاب السياسية مهلة حتى 7 أغسطس 2023 لتسجيل الائتلافات للانتخابات الرئاسية والتشريعية، ومهلة حتى 4 سبتمبر 2023 لتشكيل ائتلافات انتخابات البلدية وانتخابات برلمان أمريكا الوسطى. في المجمل، هناك 7 مرشحين للرئاسة، و7 مرشحين لمنصب نائب الرئيس، و313 مرشحًا تشريعيًا، و202 مرشحًا بلديًا، و80 مرشحًا لبرلمان أمريكا الوسطى. وفقًا لـ Citizen Action، صوت 67415 فقط –أو 26.4%– من أعضاء الأحزاب السياسية المسجلين في الانتخابات التمهيدية في البلاد، وهي أدنى نسبة منذ أن قامت المنظمة بتتبع هذه الإحصائية منذ الانتخابات التمهيدية لعام 2015.
قامت المحكمة العليا للانتخابات TSE بتنظيم الحملات على مواقع التواصل الاجتماعي مثل فيسبوك، تيك توك، تويتر وانستغرام، لكنها لم تنظم الحملات خارج البلاد. يسرد الجدول التالي فترات التسجيل الانتخابي والحملات الانتخابية كما حددتها المحكمة الانتخابية العليا.
| نوع الانتخابات                  | فترة التسجيل                    | فترة الحملة                    | تاريخ الانتخابات |
| ------------------------------- | ------------------------------- | ------------------------------ | ---------------- |
| الرئيس ونائب الرئيس             | 7 سبتمبر 2023 – 26 أكتوبر 2023  | 3 أكتوبر 2023 – 31 يناير 2024  | 4 فبراير 2024    |
| نواب المجلس التشريعي            | 7 سبتمبر 2023 – 26 أكتوبر 2023  | 3 ديسمبر 2023 – 31 يناير 2024  | 4 فبراير 2024    |
| نواب برلمان أمريكا الوسطى       | 7 سبتمبر 2023 – 23 نوفمبر 2023  | 2 يناير 2023 – 28 فبراير 2024  | 3 مارس 2024      |
| رؤساء البلديات والمجالس البلدية | 16 أكتوبر 2023 – 23 نوفمبر 2023 | 5 فبراير 2024 – 28 فبراير 2024 | 3 مارس 2024      |

قبل بداية فترة الحملة الانتخابية، بدأ بعض سياسيي حزب أفكار جديدة في الترويج لحملاتهم الانتخابية على تويتر وقام آخرون بشراء إعلانات عبر الإنترنت من خلال إعلانات Google. وانتقد لوبيز الحملات ووصفها بأنها غير قانونية بحجة أنها تنتهك المادة 172 من قانون الانتخابات. كما اتهم خبراء قانونيون وسياسيون معارضون حزب أفكار جديدة بـ "الترويج لشخصية نجيب بقيلة" قبل فترة الحملات الانتخابية للمرشحين الرئاسيين في 3 أكتوبر 2023، ودعوا المحكمة الانتخابية العليا إلى اتخاذ إجراءات ضد الحملات المبكرة المفترضة التي يقوم بها حزب أفكار جديدة. وفي أكتوبر 2023، ذكرت المحكمة أنها تحقق في 20 إلى 25 حالة حملات مبكرة. في 4 فبراير 2024، بعد أربعة أيام من بداية فترة الصمت الانتخابي، دعا بقيلة الناخبين للتصويت له؛ انتقدت ARENA دعوة بقيلة للناخبين، مستنكرة ما وصفه الحزب بـ "غض النظر عن الدستور والقانون".

## النتائج

### النتائج الرئاسية
| بعد فرز 70.25%                  |                                 |                                 |                                     |           |        |
| المرشح                          | المرشح                          | زميل الترشح                     | الحزب                               | الأصوات   | %      |
|                                 | نجيب بقيلة                      | فيليكس أولوا                    | أفكار جديدة                         | 1٬662٬313 | 83.14  |
|                                 | Manuel Flores ‏                  | Werner Marroquín                | جبهة فارابوندو مارتي للتحرير الوطني | 139٬025   | 6.95   |
|                                 | Joel Sánchez                    | Hilcia Bonilla                  | Nationalist Republican Alliance     | 122٬926   | 6.15   |
|                                 | Luis Parada ‏                    | Celia Medrano [الإنجليزية]      | Nuestro Tiempo ‏                     | 45٬516    | 2.28   |
|                                 | Javier Renderos                 | Rafael Montalvo                 | Solidary Force                      | 16٬317    | 0.82   |
|                                 | Marina Murillo                  | Fausto Carranza                 | Salvadoran Patriotic Fraternity     | 13٬432    | 0.67   |
| المجموع                         | المجموع                         | المجموع                         | المجموع                             | 1٬999٬529 | 100.00 |
|                                 |                                 |                                 |                                     |           |        |
| الأصوات الصحيحة                 | الأصوات الصحيحة                 | الأصوات الصحيحة                 | الأصوات الصحيحة                     | 1٬999٬529 | 97.50  |
| الأصوات الباطلة                 | الأصوات الباطلة                 | الأصوات الباطلة                 | الأصوات الباطلة                     | 41٬406    | 2.02   |
| الأصوات الفارغة                 | الأصوات الفارغة                 | الأصوات الفارغة                 | الأصوات الفارغة                     | 9٬859     | 0.48   |
| مجموع الأصوات                   | مجموع الأصوات                   | مجموع الأصوات                   | مجموع الأصوات                       | 2٬050٬794 | 100.00 |
| الناخبين المسجلين ومعدل الإقبال | الناخبين المسجلين ومعدل الإقبال | الناخبين المسجلين ومعدل الإقبال | الناخبين المسجلين ومعدل الإقبال     | 6٬258٬848 | 32.77  |
| المصدر: TSE ( بعد فرز 70.25% )  |                                 |                                 |                                     |           |        |

#### النتائج حسب المقاطعة
| مقاطعة                            | بقيلة      | بقيلة | سانشيز  | سانشيز | فلوريس  | فلوريس | بارادا  | بارادا | رينديروس | رينديروس | موريللو | موريللو | فارغ/غير صالح | فارغ/غير صالح |         |   |
| مقاطعة                            | الأصوات    | %     | الأصوات | %      | الأصوات | %      | الأصوات | %      | الأصوات  | %        | الأصوات | %       | فارغ/غير صالح | فارغ/غير صالح | الأصوات | % |
| --------------------------------- | ---------- | ----- | ------- | ------ | ------- | ------ | ------- | ------ | -------- | -------- | ------- | ------- | ------------- | ------------- | ------- | - |
| مقاطعة                            | أهواتشابان |       |         |        |         |        |         |        |          |          |         |         |               |               |         |   |
| كابانياس                          |            |       |         |        |         |        |         |        |          |          |         |         |               |               |         |   |
| تشالاتينانغو                      |            |       |         |        |         |        |         |        |          |          |         |         |               |               |         |   |
| كوسكاتلان                         |            |       |         |        |         |        |         |        |          |          |         |         |               |               |         |   |
| لا ليبرتاد                        |            |       |         |        |         |        |         |        |          |          |         |         |               |               |         |   |
| لاباز                             |            |       |         |        |         |        |         |        |          |          |         |         |               |               |         |   |
| لا يونيون                         |            |       |         |        |         |        |         |        |          |          |         |         |               |               |         |   |
| مورازان                           |            |       |         |        |         |        |         |        |          |          |         |         |               |               |         |   |
| سان ميغيل                         |            |       |         |        |         |        |         |        |          |          |         |         |               |               |         |   |
| سان سلفادور                       |            |       |         |        |         |        |         |        |          |          |         |         |               |               |         |   |
| سانتا آنا                         |            |       |         |        |         |        |         |        |          |          |         |         |               |               |         |   |
| سان فيسنتي                        |            |       |         |        |         |        |         |        |          |          |         |         |               |               |         |   |
| سونسوناتي                         |            |       |         |        |         |        |         |        |          |          |         |         |               |               |         |   |
| أوسولوتان                         |            |       |         |        |         |        |         |        |          |          |         |         |               |               |         |   |
| التصويت الخارجي                   |            |       |         |        |         |        |         |        |          |          |         |         |               |               |         |   |
| المجموع                           |            |       |         |        |         |        |         |        |          |          |         |         |               |               |         |   |
|                                   |            |       |         |        |         |        |         |        |          |          |         |         |               |               |         |   |
| المصدر: المحكمة الانتخابية العليا |            |       |         |        |         |        |         |        |          |          |         |         |               |               |         |   |

### نتائج المجلس التشريعي
|                                 |                                     |           |        |      |
| الحزب                           | الحزب                               | الأصوات   | %      | +/–  |
|                                 | أفكار جديدة                         | 344٬426   | 61.34  | –    |
|                                 | Nationalist Republican Alliance     | 73٬452    | 13.08  | –    |
|                                 | جبهة فارابوندو مارتي للتحرير الوطني | 42٬998    | 7.66   | –    |
|                                 | حزب التكتل الوطني ‏                  | 25٬445    | 4.53   | –    |
|                                 | تحالف الوحدة الوطنية الكبير         | 21٬262    | 3.79   | –    |
|                                 | Vamos                               | 14٬537    | 2.59   | –    |
|                                 | Christian Democratic Party ‏         | 11٬741    | 2.09   | –    |
|                                 | Solidary Force                      | 11٬325    | 2.02   | جديد |
|                                 | Nuestro Tiempo ‏                     | 8٬008     | 1.43   | –    |
|                                 | Democratic Change ‏                  | 6٬384     | 1.14   | –    |
|                                 | PDC–حزب التكتل الوطني ‏              | 1٬890     | 0.34   | –    |
| المجموع                         | المجموع                             | 561٬468   | 100.00 | –24  |
|                                 |                                     |           |        |      |
| الأصوات الصحيحة                 | الأصوات الصحيحة                     | 561٬468   | 99.48  |      |
| الأصوات الباطلة                 | الأصوات الباطلة                     | 1٬760     | 0.31   |      |
| الأصوات الفارغة                 | الأصوات الفارغة                     | 1٬190     | 0.21   |      |
| مجموع الأصوات                   | مجموع الأصوات                       | 564٬418   | 100.00 |      |
| الناخبين المسجلين ومعدل الإقبال | الناخبين المسجلين ومعدل الإقبال     | 6٬258٬848 | 9.02   |      |
| المصدر: TSE                     |                                     |           |        |      |

#### النتائج حسب المقاطعة
| إدارات السلفادور        | أفكار جديدة     | أفكار جديدة | ARENA | ARENA | جبهة فارابوندو مارتي للتحرير الوطني | جبهة فارابوندو مارتي للتحرير الوطني | تحالف الوحدة الوطنية الكبير | تحالف الوحدة الوطنية الكبير | حزب التكتل الوطني ‏ | حزب التكتل الوطني ‏ | PDC | PDC | NT | NT | V | V | CD | CD | FS | FS | فارغة/باطلة |   |
| إدارات السلفادور        | %               | S           | %     | S     | %                                   | S                                   | %                           | S                           | %                  | S                  | %   | S   | %  | S  | % | S | %  | S  | %  | S  | فارغة/باطلة | % |
| ----------------------- | --------------- | ----------- | ----- | ----- | ----------------------------------- | ----------------------------------- | --------------------------- | --------------------------- | ------------------ | ------------------ | --- | --- | -- | -- | - | - | -- | -- | -- | -- | ----------- | - |
| إدارات السلفادور        | إدارة أهواشابان |             |       |       |                                     |                                     |                             |                             |                    |                    |     |     |    |    |   |   |    |    |    |    |             |   |
| إدارة كاباناس           |                 |             |       |       |                                     |                                     |                             |                             |                    |                    |     |     |    |    |   |   |    |    |    |    |             |   |
| Chalatenango            |                 |             |       |       |                                     |                                     |                             |                             |                    |                    |     |     |    |    |   |   |    |    |    |    |             |   |
| إدارة كوسكاتلان         |                 |             |       |       |                                     |                                     |                             |                             |                    |                    |     |     |    |    |   |   |    |    |    |    |             |   |
| إدارة لا ليبرتاد        |                 |             |       |       |                                     |                                     |                             |                             |                    |                    |     |     |    |    |   |   |    |    |    |    |             |   |
| إدارة لاباز (السلفادور) |                 |             |       |       |                                     |                                     |                             |                             |                    |                    |     |     |    |    |   |   |    |    |    |    |             |   |
| La Unión ‏               |                 |             |       |       |                                     |                                     |                             |                             |                    |                    |     |     |    |    |   |   |    |    |    |    |             |   |
| إدارة مورازان           |                 |             |       |       |                                     |                                     |                             |                             |                    |                    |     |     |    |    |   |   |    |    |    |    |             |   |
| إدارة سان ميغيل         |                 |             |       |       |                                     |                                     |                             |                             |                    |                    |     |     |    |    |   |   |    |    |    |    |             |   |
| إدارة سان سلفادور       |                 |             |       |       |                                     |                                     |                             |                             |                    |                    |     |     |    |    |   |   |    |    |    |    |             |   |
| إدارة سان فيسينتي       |                 |             |       |       |                                     |                                     |                             |                             |                    |                    |     |     |    |    |   |   |    |    |    |    |             |   |
| إدارة سانتا آنا         |                 |             |       |       |                                     |                                     |                             |                             |                    |                    |     |     |    |    |   |   |    |    |    |    |             |   |
| إدارة سونسونات          |                 |             |       |       |                                     |                                     |                             |                             |                    |                    |     |     |    |    |   |   |    |    |    |    |             |   |
| إدارة أوسولوتان         |                 |             |       |       |                                     |                                     |                             |                             |                    |                    |     |     |    |    |   |   |    |    |    |    |             |   |
| مجموع                   |                 |             |       |       |                                     |                                     |                             |                             |                    |                    |     |     |    |    |   |   |    |    |    |    |             |   |
| Source: TSE             |                 |             |       |       |                                     |                                     |                             |                             |                    |                    |     |     |    |    |   |   |    |    |    |    |             |   |

### نتائج البلدية
|                                 |                                                |           |   |      |
| الحزب                           | الحزب                                          | الأصوات   | % | +/–  |
|                                 | أفكار جديدة                                    |           |   | –    |
|                                 | أفكار جديدة–تحالف الوحدة الوطنية الكبير        |           |   | –    |
|                                 | أفكار جديدة–CD                                 |           |   | –    |
|                                 | Nationalist Republican Alliance                |           |   | –    |
|                                 | جبهة فارابوندو مارتي للتحرير الوطني            |           |   | –    |
|                                 | تحالف الوحدة الوطنية الكبير                    |           |   | –    |
|                                 | تحالف الوحدة الوطنية الكبير–حزب التكتل الوطني ‏ |           |   | –    |
|                                 | حزب التكتل الوطني ‏                             |           |   | –    |
|                                 | Christian Democratic Party ‏                    |           |   | –    |
|                                 | PDC–حزب التكتل الوطني ‏                         |           |   | –    |
|                                 | Nuestro Tiempo ‏                                |           |   | –    |
|                                 | Vamos                                          |           |   | –    |
|                                 | Democratic Change ‏                             |           |   | –    |
|                                 | Salvadoran Patriotic Fraternity                |           |   | –    |
|                                 | Solidary Force                                 |           |   | New  |
|                                 | FS–CD                                          |           |   | –    |
| المجموع                         | المجموع                                        |           |   | –218 |
|                                 |                                                |           |   |      |
| الناخبين المسجلين ومعدل الإقبال | الناخبين المسجلين ومعدل الإقبال                | 5٬517٬754 | – |      |
| المصدر: TSE                     |                                                |           |   |      |

### نتائج برلمان أمريكا الوسطى (بارلاسين)
|                                 |                                     |           |   |     |
| الحزب                           | الحزب                               | الأصوات   | % | +/– |
|                                 | أفكار جديدة                         |           |   | –   |
|                                 | Nationalist Republican Alliance     |           |   | –   |
|                                 | جبهة فارابوندو مارتي للتحرير الوطني |           |   | –   |
|                                 | تحالف الوحدة الوطنية الكبير         |           |   | –   |
|                                 | حزب التكتل الوطني ‏                  |           |   | –   |
|                                 | Christian Democratic Party ‏         |           |   | –   |
|                                 | Democratic Change ‏                  |           |   | –   |
|                                 | Salvadoran Patriotic Fraternity     |           |   | –   |
|                                 | Solidary Force                      |           |   | New |
| المجموع                         | المجموع                             |           |   | 0   |
|                                 |                                     |           |   |     |
| الناخبين المسجلين ومعدل الإقبال | الناخبين المسجلين ومعدل الإقبال     | 5٬517٬754 | – |     |
| المصدر: TSE                     |                                     |           |   |     |

## ما بعد الانتخابات

### ردود الفعل المحلية
بعد وقت قصير من إغلاق مراكز الاقتراع، وقبل إعلان المحكمة العليا للانتخابات رسميًا عن نتائج الانتخابات الرئاسية والتشريعية، نشر بقيلة على موقع X معلنا أنه "وفقًا لأرقامنا"، فاز في الانتخابات الرئاسية "بأكثر من 85% من الأصوات". وأن حزب أفكار جديدة قد فاز "بحد أدنى" بـ 58 مقعدًا من مقاعد الجمعية التشريعية البالغ عددها 60 مقعدًا. وادعى أيضًا أن فوزه الانتخابي كان "رقمًا قياسيًا في التاريخ الديمقراطي للعالم بأكمله" وأن انتخابات 2024 كانت "المرة الأولى في التاريخ التي تتمتع فيها السلفادور بالديمقراطية، وأنا لا أقول ذلك، بل الناس تقول ذلك". تجمع حشد من أنصار بقيلة في بلازا جيراردو باريوس في سان سلفادور للاحتفال بفوزه. خاطب بقيلة الحشد لاحقًا من شرفة القصر الوطني وألقى خطابًا احتفالًا بانتصاره، انتقد خلاله الصحفيين الذين انتقدوا هم أنفسهم حملة قمع العصابات وتركيزه للسلطة. وأشار بقيلة أيضًا إلى أن نتائج الانتخابات كانت "المرة الأولى في بلد يوجد فيها حزب واحد فقط في نظام ديمقراطي بالكامل"، مضيفًا أن "المعارضة بأكملها معًا قد سُحقت".
في مؤتمر صحفي عُقد في 4 فبراير 2024، صرح فلوريس أن جبهة فارابوندو مارتي للتحرير الوطني لن تختفي ككيان سياسي وأنه "ليس من الصحيح إعلان نفسك [الفائز] قبل [كل] النتائج"، في إشارة إلى إعلان بقيلة نفسه الفائز في الانتخابات قبل أن تصدر المحكمة الانتخابية العليا إعلانًا رسميًا. شكر أوسكار أورتيز أولئك الذين صوتوا لصالح فلوريس وذكر أن "التاريخ لا ينتهي هنا".

### ردود الفعل الدولية
هنأ كل من برناردو أريفالو، رئيس غواتيمالا ؛ زيومارا كاسترو، رئيس هندوراس ؛ لورينتينو كورتيزو، رئيس بنما ؛ و أليسيا بارسينا إيبارا، وزيرة خارجية المكسيك، بقيلة على موقع X بعد فترة وجيزة من إعلان بقيلة نفسه الفائز في الانتخابات. كما هنأت سفارتا تشيلي والصين في السلفادور بقيلة قبل إعلان النتائج الرسمية.
هنأ وزير خارجية الولايات المتحدة أنتوني بلينكن بقيلة على منصة X، مشيرًا إلى أن "الأحداث في السلفادور لها تأثير مباشر على مصالح الولايات المتحدة" وأن الحكومتين الأمريكية والسلفادورية يمكنهما "الوصول إلى أقصى إمكاناتنا وتجاوز العقبات الرئيسية في نصف الكرة الأرضية لدينا وعلى المسرح العالمي" من خلال التعاون. هنأ ويليام إتش دنكان، سفير الولايات المتحدة لدى السلفادور، بقيلة، مضيفًا أنه يأمل في "مواصلة العمل مع ممثلي الشعب السلفادوري المنتخب لتعزيز الديمقراطية، وزيادة الفرص الاقتصادية، ومواجهة التحديات المشتركة للقرن الحادي والعشرين". هنأ العديد من أعضاء الحزب الديمقراطي في مجلس الشيوخ الأمريكي بفوز بقيلة، لكنهم أعربوا عن "انزعاجهم" بشأن "التحركات غير الدستورية التي أثرت بشدة على نتيجة انتخابات الأحد" والتصريحات التي أدلى بها أولوا بشأن "القضاء" و"استبدال ديمقراطية". كما هنأ السيناتوران الجمهوريان تيد كروز وماركو روبيو بقيلة.
في 5 فبراير 2024، ذكرت عدة منشورات إخبارية أجنبية إلى انتخاب بقيلة، ووصفته بأنه "انتصار ساحق".

### ادعاءات بوجود مخالفات
بعد وقت قصير من إغلاق مراكز الاقتراع في الساعة الخامسة مساء بتوقيت وسط أمريكا، اتهم بقيلة المحكمة الانتخابية العليا وشركة إندرا سوليوشنز Indra Solutions بمنع المغتربين من الإدلاء بأصواتهم من خلال عدم السماح لهم بالإدلاء بأصواتهم بعد الوقت المذكور. وقال إنه لا يزال يتعين السماح للأشخاص الذين ينتظرون في الطابور قبل إغلاق مراكز الاقتراع بالتصويت، ودعا المدعي العام رودولفو ديلجادو إلى بدء تحقيق. ورد ديلجادو بالقول إن مكتب المدعي العام "سيحاكم من ارتكبوا جريمة".
أصدرت المحكمة الانتخابية العليا النتائج الأولية الأولى في وقت متأخر من يوم 4 فبراير 2024 لكنها توقفت حتى صباح 5 فبراير، مع تعطل موقعها الإلكتروني قبل وقت قصير من منتصف الليل بالتوقيت المحلي. وأرجعت المحكمة الانتخابية العليا التأخير إلى "الإجراءات المتعددة التي أعاقت تطوير أنشطة نقل النتائج الأولية" ونقص الورق لطباعة إحصاء الأصوات. ونصحت المجالس الانتخابية في مراكز الاقتراع باللجوء إلى إجراءات الطوارئ مثل فرز الأصوات يدويًا والتقاط صور فوتوغرافية أو مسح ضوئي لعمليات الفرز اليدوية قبل إرسالها إلى المحكمة الانتخابية العليا. انتقد ممثلو التحالف الوطني ARENA، وجبهة FMLN، وفاموس، ونوسترو تيمبو، تأخير العد في المحكمة الانتخابية العليا. زعمت Nuestro Tiempo أن هناك تناقضات بين إجمالي الأصوات الأولية التي نشرتها المحكمة الانتخابية العليا في البيانات المنشورة وعلى موقعها على الإنترنت. صرح أوسكار بيكاردو، مدير العلوم في جامعة فرانسيسكو جافيديا، "لم نشهد أبدًا وضعًا يؤثر على نزاهة الانتخابات مثل هذا [...] من الواضح أن بقيلة حصل على أكبر عدد من الأصوات، كما تقول استطلاعات الرأي، ولكن هناك الكثير من المخالفات في المعالجة".
ذكرت منظمة الدول الأمريكية أنه لا توجد شكوك بشأن نتائج الانتخابات، في حين ذكر مركز التبادل والتضامن أنه لاحظ مخالفات في 69 مركز اقتراع في كل من السلفادور والولايات المتحدة.

## ملحوظات
1. ↑  حصل نجيب بقيلة على إجازة غياب من قبل الجمعية التشريعية في 30 نوفمبر 2023. وعينت الجمعية التشريعية كلوديا رودريغيز دي جيفارا، السكرتيرة الخاصة لبوكيلي، كمعينة رئاسية لمدة ستة أشهر حتى نهاية الولاية الرئاسية في 1 يونيو 2024.[1]
2. ↑  يختلف عدد الأعضاء في مجالس البلدية حسب المقاطعة. من بين  44 بلدية، يوجد 2 لكل منهما 15 عضوًا، و 2 لكل منهما 13 عضوًا، و 40 لكل منهم 9 أعضاء. تتكون المجالس نفسها من أمين واحد، و4 (أو 8 أو 10) أعضاء محليين، و4 أعضاء محليين بديلين.[2]
3. ↑  من بين 120 مقعدا في برلمان أمريكا الوسطى، يُخصص 20 مقعدا للسلفادور. والمقاعد الـ100 المتبقية مقسمة بين جمهورية الدومينيكان وغواتيمالا وهندوراس ونيكاراغوا وبنما.[3]
4. ↑  يدعم تحالف الوحدة الوطنية الكبير (GANA) حملة إعادة انتخاب بقيلة،[4] والحزب الديمقراطي المسيحي (PDC)،[5] وحزب الائتلاف الوطني (PCN)،[6] والتغيير الديمقراطي (CD).[7]
5. ↑  كان إعادة ترشح ساكا في انتخابات الرئاسة السلفادورية 2014، وذلك بعد دورة انتخابية من انتخابه الأول في انتخابات الرئاسة السلفادورية 2004.[49]
6. ↑  21,000 كيلومتر مربع تعادل تقريبا 8,100 ميل مربع.
7. ↑  يُحتسب أصوات المغتربين لصالح نواب سان سلفادور الستة عشر.[178]

## وصلات خارجية
- موقع المحكمة الانتخابية العليا باللغة الإسبانية
- دستور السلفادور باللغة الإسبانية
- دليل الانتخابات باللغة الإسبانية
- القانون الانتخابي باللغة الإسبانية
- قانون الأحزاب السياسية باللغة الإسبانية
- القانون الخاص لممارسة حق الاقتراع في الخارج باللغة الإسبانية